# Harpalyce mexicana
Harpalyce mexicana är en ärtväxtart som beskrevs av Joseph Nelson Rose. Harpalyce mexicana ingår i släktet Harpalyce och familjen ärtväxter. Inga underarter finns listade i Catalogue of Life.